# Ligne de Oiry - Mareuil à Romilly-sur-Seine
La ligne de Oiry - Mareuil à Romilly-sur-Seine est une ligne ferroviaire française non électrifiée à écartement standard et à voie unique de la région Champagne-Ardenne. Elle dessert les départements de la Marne et de l'Aube.
Elle constitue la ligne 010 000 du réseau ferré national.

## Histoire
Cette ligne d'intérêt local avait été concédée à titre éventuel (sous réserve de la déclaration d'utilité publique) par le préfet du département de la Marne, le 28 avril 1868 à la Société belge des chemins de fer, une filiale de la Société générale de Belgique. La déclaration d'utilité publique a été prononcée par la loi du 12 novembre 1868 rendant ainsi la concession définitive. Le 1er février 1872, la société belge a confié l'exploitation de la ligne à la Compagnie des chemins de fer de l'Est. Cette cession a été actée par le Conseil général de la Marne le 12 avril 1872.
Le 31 décembre 1875, la concession a été attribuée à la Compagnie des chemins de fer de l'Est sous réserve que la ligne soit classée d'intérêt général. Ce dernier classement a été prononcé par la loi du 2 avril 1879.
Cette concession s'est poursuivie jusqu'au 1er janvier 1938, date de la nationalisation des grandes compagnies dont les lignes ont été reprises par la Société nationale des chemins de fer français (SNCF). En 1997, la ligne est devenue propriété de Réseau ferré de France (RFF) qui en assure la gestion.
La ligne a été mise en service en 4 étapes :
- 12 août 1870 : de Oiry à Bergères-lès-Vertus
- 20 août 1871 : de Bergères-les-Vertus à Fère-Champenoise
- 21 novembre 1871 : de Fère-Champenoise à Sézanne
- 11 mai 1872 : de Sézanne à Romilly-sur-Seine

- Dates de fermeture au service des voyageurs[5] :
  - 18 décembre 1939 : de Oiry à Sézanne
  - Juin 1940 : d'Anglure à Romilly
  - 9 octobre 1940 : de Sézanne à Anglure

- Dates de fermeture au service des marchandises[5] :
  - Juin 1940 : d'Anglure à Romilly-sur-Seine

- Date de déclassement partiel :
  - 30 octobre 1951[6] : d'Anglure à Romilly-sur-Seine.

## Infrastructure
Pour le style architectural de ses gares et haltes, la Société belge des chemins de fer a réalisé des bâtiments différents de ceux de la Compagnie des Chemins de fer de l'Est.
Il se pourrait que leur plan soit dérivé de celui des gares de la Compagnie des Chemins de fer du Nord et du Nord - Belge[réf. nécessaire].
Les gares du Chemin de fer de l'Est de Lyon, dont la ligne a également été construite par la Société belge des chemins de fer, possèdent également la même disposition mais emploient des matériaux différents. Celles de la ligne Oiry - Sézanne - Romilly-sur-Seine ont une façade réalisée en pierre de taille grise, quelquefois recouverte d'enduit, munie de bandeaux et d'entourages de brique rouge pour chaque ouverture (surmontées d'arcs bombés avec une clé de pierre). Le bâtiment de Sézanne est plus grand et possède des pilastres entre chaque travée.
Les gares de Linthes et de Saint-Quentin-le-Verger étaient encore plus atypiques avec une disposition en L à 45° de la voie,. Un bâtiment en tous points identiques fut bâti à Ceintrey par la Compagnie des chemins de fer de Nancy à Vézelise.
La petite gare de Bergères-lès-vertus-Mont-Aimé reçoit un bâtiment type A, construit entre 1902 et 1903.
Le bâtiment origine d'Avize a dû être remplacé par un BV Reconstruction après une catastrophe qui détruisit la gare, et les maisons avoisinantes, en 1918 et celle de Fère-Champenoise, qui a subi d'importants dégâts, a pu être réparée.
Plusieurs de ces bâtiments existent toujours (celle de Vertus a été démolie en 2015 et celle de Sézanne est en mauvais état). La gare du Mesnil-sur-Oger a été superbement rénovée et sert de restaurant.
La vitesse limite sur la section ouverte de Oiry à Sézanne est de 40km/h.

## Exploitation
(janvier 2021).